# Ачомка мова
Ачемка мова (перською اچمی) — західноіранська мова, близька до лурської та перської мов, якою розмовляють ларестанці. Належить до групи мов, яким найближчою є давньоперська, її утворення відносять до часу існування середньоперської. Містить чимало запозичень із арабської та перської мов.
Носії ларської мови проживають в остані Фарс (шахрестани Ларестан, Ґераш, Ламерд, гірському Бестеку (Хормозґан), місто Хондж).
Ачемка мова поділяється на діалекти (англ.): Aradi, Bastaki, Evazi (Awadhi), Fedaghi, Fishvari, Gerashi, Kandari, Khookherdi, Khonji, Lari.